# Mellanvagn
En mellanvagn är ett spårfordon som inte har drivning eller förarhytt och är avsedd att gå i mitten av ett motorvagnståg eftersom den saknar förarhytt. 
Exempel på mellanvagnar i Sverige är tex UA2 och UB2 som är mellanvagnar i motorvagnståget X2 och UBp som är mellanvagn i motorvagnståget X10p. Även mellanvagnar utan ett eget littera förekommer i motorvagnståg tex ER1 och X40.